# Европейский маршрут E40
E40 — длиннейший европейский маршрут, длиной около 8000 км, соединяющий французский город Кале через Бельгию, Германию, Польшу, Украину, Россию, Казахстан, Узбекистан, Туркменистан и Киргизию с казахстанским городом Риддер, который находится рядом с  казахстанско—российской границей.

## Маршрут
- Франция
  - A16 Кале, Дюнкерк
- Бельгия
  - A18 Остенде, Брюгге
  - A10 Брюгге, Гент
  - R0 Брюссель
  - A3 Льеж
- Германия
  -  Ахен
  -  Кёльн, Ольпе
  -  Вецлар
  -  Гиссен
  -  Бад-Херсфельд
  -  Айзенах, Эрфурт, Веймар, Гера, Хемниц, Дрезден, Гёрлиц
- Польша
  - A4 Згожелец, Легница, Вроцлав, Ополе, Катовице, Краков, Тарнув, Жешув, Корчова
- Украина
  - Краковец
  - Новояворовск
  - Львов
  - М-06 Броды, Радивилов, Дубно, Ровно, Корец, Новоград-Волынский, Житомир, Коростышев
  - Киев
  - М-03 Борисполь, Яготин, Пирятин, Лубны, Хорол, Полтава, Харьков, Чугуев, Изюм, Славянск, Бахмут
  - М-30 Дебальцево, Луганск
- Россия
  - А260 Каменск-Шахтинский, Белая Калитва, Морозовск, Суровикино, Калач-на-Дону
  - Волгоград
  - Р22 Нариманов
  - Астрахань
  - А340
- Казахстан
  - Атырау, Бейнеу
- Узбекистан
  - Кунград, Нукус
- Туркменистан
  - Дашогуз
- Узбекистан
  - М37 Бухара, Навои
  - М39 Самарканд, Джизак, Ташкент
- Казахстан
  - М39 Шымкент, Тараз
- Кыргызстан
  - М39 Бишкек
- Казахстан
  - М39 Кордай
  - Алма-Ата
  - А350 Сары-Озек, Талдыкорган, Ушарал, Таскескен, Аягуз, Усть-Каменогорск, Риддер